# Madly
Pour le film de 2016, voir Madly (film, 2016).
Pour plus de détails, voir Fiche technique et Distribution.
Madly (italien : Il piacere dell'uomo) est un film franco-italien réalisé par Roger Kahane, sorti en 1970. Le scénario s'inspire librement de l'histoire de ménage à trois existant à l'époque, entre Alain Delon, Mireille Darc et Maddly Bamy.

## Synopsis
Agathe est tellement soumise à son mari qu'elle accepte ses incartades. Elle accepte même d'installer sa maîtresse antillaise chez elle... La paix ne va pas durer longtemps...

## Fiche technique
Sauf indication contraire, les informations mentionnées dans cette section peuvent être confirmées par la base de données cinématographiques Unifrance,  présente dans la section « Liens externes ».
- Titre original français : Madly
- Titre italien : Il piacere dell'uomo
- Réalisation : Roger Kahane
- Scénario : Pascal Jardin et Roger Kahane sur une idée de Mireille Darc
- Dialogues: Pascal Jardin
- Photographie : Georges Barsky
- Montage : Marcel Teulade
- Décors : François de Lamothe
- Musique : Francis Lai
- Producteur : Pierre Caro, Alain Delon
- Société de production : Adel Productions, Medusa Distribuzione
- Pays de production :  France -  Italie
- Langue originale : français
- Format : Couleurs par Eastmancolor - Son mono - 35 mm
- Genre : Romance
- Durée : 85 minutes
- Date de sortie : 
  - France :  18 décembre 1970
  - Italie : 3 février 1971
- Classification CNC : interdit aux moins de 12 ans (visa d'exploitation no 37381 délivré le 21 décembre 1970)[1]

## Distribution
- Alain Delon : Julien Dandieu
- Mireille Darc : Agatha
- Jane Davenport : Madly
- Valentina Cortese : Eva, la femme riche
- Pascale de Boysson : Lucienne, l'employée des Dandieu
- Van Doude : l'acheteur de la canne-épée
- Billy Kearns : l'acheteur américain
- Muse Dalbray : la femme de l'acheteur américain
- Carlo Nell : l'épicier ambulant
- Jean-Louis Le Goff : l'acheteur des fauteuils
- Jean Rupert : l'automobiliste
- Maddly Bamy : Madly
- Maria Schneider : la jeune visiteuse s'isolant avec Julien

## Autour du film
Le film est inspiré de la relation à trois vécue par Alain Delon avec Mireille Darc et Maddly Bamy, par la suite compagne de Jacques Brel. L'orthographe du prénom de Maddly est modifié, en enlevant un d pour jouer avec l'analogie avec le mot anglais madly, qui signifie « follement ». Il est dit que la véritable Maddly fait une apparition dans le film, mais que le personnage inspiré d'elle est interprété par Jane Davenport.
Avec Madly - outre l'aspect autobiographique du scénario - Alain Delon ambitionne de modifier quelque peu son image, en jouant sur un registre plus romantique. Le film est, cependant, médiocrement accueilli par le public lors de sa sortie.